# Savignia birostra
Savignia birostra là một loài nhện trong họ Linyphiidae.
Loài này thuộc chi Savignia. Savignia birostra được Ralph Vary Chamberlin & Wilton Ivie miêu tả năm 1947.